# Acido vanadico
L'acido vanadico è un ossiacido e un complesso del vanadio. Gli ioni che produce agiscono come inibitori del trasporto di ioni, principalmente dei trasportatori ABC di sodio, potassio e calcio.

## Storia
Venne scoperto per la prima volta da Andres M. Del Rio nel 1801 in alcune galene a Zimapán, in Messico. Successivi ritrovamenti vennero fatti in alcune argille contenenti rame a Perm (Russia) e ad Alderley Edge (Cheshire, Inghilterra), ovvero in minerali grezzi di ferro a Jaberg (Svezia) nel 1830.

## Caratteristiche strutturali e fisiche
Il composto presenta tre donatori e quattro accettori di legami a idrogeno.
La massa monoisotopica è pari a 99,936531 Da.
L'area superficiale accessibile risulta pari a 77.8 Å², mentre il numero di atomi pesanti è 5.

## Disponibilità
Il composto è naturalmente presente in piccole quantità nel vanadiato di piombo, in alcuni minerali grezzi di ferro, rame e uranio.

## Reattività e caratteristiche chimiche
Se trattato con acido idrocloridrico è in grado di dissolvere foglie d'oro. In soluzione viene facilmente disossidato dando vita a un liquido di colore blu. È in grado di formare un'ampia gamma di composti, allo stesso livello del manganese e del cromo. Solo lievemente solubile in acqua. Forma diverse classi di sali dai colori diversi (bianchi, gialli e rosso arancione). A contatto con il carbone fonde e viene parzialmente ridotto.
In presenza di borace la fiamma ossidante risulta di colore giallo, mentre la fiamma riducente assume un colore brunastro (calda) o verde (fredda). Si dissolve in presenza di carbonato di sodio.